# Týn nad Bečvou
Týn nad Bečvou (en allemand : Thein) est une commune du district de Přerov, dans la région d'Olomouc, en République tchèque. Sa population s'élevait à 846 habitants en 2020.

## Géographie
Týn nad Bečvou est arrosée par la Bečva et se trouve à 2,5 km à l'est-sud-est du centre de Lipník nad Bečvou, à 14 km au nord-est de Přerov, à 28 km à l'est-sud-est d'Olomouc et à 238 km à l'est-sud-est de Prague.
La commune est limitée par Jezernice et Hranice au nord, par Paršovice à l'est, par Dolní Nětčice et Soběchleby au sud, et par Radotín, Lhota, Hlinsko et Lipník nad Bečvou à l'ouest.

## Histoire
La première mention écrite de la localité date de 1447.

## Transports
Par la route, Týn nad Bečvou se trouve à 3,5 km de Lipník nad Bečvou, à 17 km de Přerov, à 31,5 km d'Olomouc et à 294 km de Prague.